# Wairoa (plaats)
Wairoa is een plaats in het noordoosten van de regio Hawke's Bay op het Noordereiland van Nieuw-Zeeland.
Wairoa staat bekend als de plaats in Nieuw-Zeeland, waar de beste pie's vandaan komen.